# Eurímac (Odissea)
Eurímac (en grec antic Εὐρύμαχος) va ser segons l'Odissea, un dels pretendents més destacats de Penèlope.
Fill d'un noble d'Ítaca, es va caracteritzar per ser arrogant i hipòcrita. Va insultar Odisseu quan aquest es va presentar al palau disfressat de pidolaire, i li va llançar un escambell. Quan Teoclimen, l'endeví, prediu als pretendents la sort que els espera, Eurímac li diu, burlant-se, que s'ha begut l'enteniment. Quan Odisseu planteja la prova de l'arc, Eurímac no aconsegueix tibar-lo, i passa una gran vergonya. Quan es produeix la matança dels pretendents, un cop mort Antínous vol reconciliar-se amb Odisseu, inútilment. Prova d'atacar-lo amb l'espasa i Odisseu el mata amb una fletxa.